# Guillermo Díaz Gómez
Guillermo Díaz Gómez (Melilla, 29 de abril de 1978) es un político español. Miembro de Ciudadanos, ha sido diputado en el Congreso por Málaga en la XII, XIII y XIV legislaturas.

## Biografía
Nacido en Melilla, debido al trabajo de su padre vivió en varios lugares como Barbastro, Badajoz, Bilbao, Pamplona y Aguadulce, hasta que la familia se instaló en Málaga. Licenciado en Derecho por la Universidad de Málaga, es abogado, aunque actualmente no ejerce. Trabaja como gerente de complejos de exhibición cinematográfica y ha colaborado con varios medios de comunicación en programas de divulgación científica e histórica. En 2013 se afilió a Ciudadanos y en las elecciones generales de 2016 fue número dos en la lista por la provincia de Málaga. Desde entonces es diputado en el Congreso por la circunscripción de Málaga.
En las elecciones generales de España de abril de 2019, Ciudadanos le posicionó como cabeza de lista por la provincia de Málaga, consiguiendo el escaño, y tras las elecciones de noviembre del mismo año, mantuvo el escaño. En la Ejecutiva de Ciudadanos de Inés Arrimadas, Guillermo Díaz poseía un puesto en la parte orgánica del partido y ha sido nombrado Coordinador Provincial en Málaga.

## Publicaciones
- Hipatía de Alejandría (2009).
- Las mentiras del cine bélico (2013).
- Grandes batallas en la pantalla (2021).